# 歴史群像新書
歴史群像新書（れきしぐんぞうしんしょ、Rekishi Gunzo Books）は、株式会社学研パブリッシングが発行している新書（ノベルズ）判の小説レーベル。歴群新書と略称される。
2009年10月1日までは株式会社学習研究社が発行していた。

## 概要
雑誌「歴史群像」、ムック「歴史群像シリーズ」をベースとし、新しく歴史専門の新書シリーズとして創刊された。学研パブリッシング公式サイトでは、「シミュレーション戦記ノベルス」と紹介されている。
歴史小説や架空戦記小説を中心に刊行されている。
電子書籍化が積極的に推し進められており、学研電子ストアで配信されている。
後に学研M文庫に収録される場合がある。
2013年、小佐一成『戦略遊撃艦隊出撃ス！ 激闘！！ミッドウェー海戦』が歴史群像大賞奨励賞を受賞している。
カバーや奥付には、同レーベルのキャラクターのイラストと「歴史群像新書」の文字が入っている。
歴史群像新書が完全なフィクションを扱っているのに対し、同社発行の学研新書で歴史を扱う場合は教養としてのノンフィクションとされる。

## 主な収録作家
以下の作家が主に収録されている。
- 津野田幸作 - 戦国の嵐シリーズ
- 横山信義 - 群龍の海シリーズ
- 林譲治 - 興国の楯1945シリーズ
- 田中光二 - 山本五十六異戦録シリーズ
- 森詠 - 日中世界大戦シリーズ
- 高貫布士 - 新東亜大戦シリーズ
- 河丸裕次郎 - バサラ戦記シリーズ
- 百目鬼涼一郎 - 幸村大軍略記シリーズ
- 霧島那智 - 蒼き閃影シリーズ